# Pausinystalia
Pausinystalia, trước đây được gọi là Corynanthe là một chi thực vật phổ biến khắp châu Phi thuộc họ Rubiaceae. Ít nhất có một loài thuộc chi chứa một lượng lớn ankaloit được gọi là yohimbine dùng trong một số phương thuốc bằng dược thảo, đó là Pausinystalia yohimbe. Pausinystalia có các loài sau (tuy nhiên danh sách này có thể chưa đủ):
- Pausinystalia brachythyrsum
- Pausinystalia yohimbe